# Enrico Accatino
Enrico Accatino (Genova, 22 agosto 1920 – Roma, 16 luglio 2007) è stato un pittore, scultore, progettista e teorico dell’educazione artistica italiano.

## Biografia
Nasce a Genova in un contesto di tradizione contadina e commerciale da una famiglia originaria del Monferrato, la terra “idealizzata” che diventerà soggetto dei suoi primi lavori giovanili.

### Il periodo figurativo
A 14 anni inizia a disegnare, sperimentando la difficile situazione dell'autodidatta. Alla ricerca di stimoli e consensi si reca prima da Carlo Carrà, con il quale non entra in sintonia, e quindi da Felice Casorati, che lo accoglie, appena diciottenne, nel suo studio privato di Torino. Frequenta i corsi dell'Accademia Albertina, ma trova l'insegnamento troppo lontano dalla sua visione. Durante la seconda guerra mondiale, fante nel sud Italia presso il 42º Battaglione, stringe amicizia con altri giovani intellettuali come Michele Prisco, Mario Pomilio e Gino Montesanto. Terminato il conflitto si trasferisce a Roma e si diploma presso l'Accademia di Belle Arti, dopo aver dato vita, insieme a Achille Perilli e Rosanna Lancia alla prima contestazione studentesca del dopoguerra, contro le istituzioni e la vita accademica.
Nel 1947, insieme all'amico e scultore Mino Guerrini decide di recarsi a Parigi, dove Accatino riesce finalmente a confrontarsi con le nuove tendenze dell'arte europea, e dove frequenterà per quasi due anni maestri come Gino Severini, Alberto Giacometti, Eduard Pignon, Henri Laurens. Alla fine del viaggio rientra in Italia dove sviluppa un'arte figurativa ispirata a motivi sociali. Entra quindi in rapporto con altri artisti di matrice realista, diversi per temperamento e riferimenti culturali Roberto Melli, Fausto Pirandello. Renato Guttuso, per incoraggiarlo, arrivò addirittura ad acquistargli le sue opere più espressioniste, senza convincerlo ad affiancarlo nella militanza politica, come emerge dall'interessante epistolario.
Vinta la medaglia d'oro alla Biennale di Salisburgo la sua produzione artistica si va via via orientando verso grandi "Cicli" figurativi, come quelli delle Madri, dei Pescatori, degli Annegati, della Mattanza, quest'ultimo ispirato dall'esperienza di 5 mesi come "tonnarotto" presso la tonnara di Carloforte, in Sardegna. 
Nel 1951 si aggiudica la prima edizione del Premio Marzotto, confermandosi come uno dei più interessanti giovani talenti della pittura italiana del dopoguerra.

### L'astrattismo
La sua produzione in seguito mutò, ponendo fine alla stagione figurativa. I primi quadri aniconici, dalla forte caratterizzazione geometrica sostenuta dalle vibrazioni di colori controllati (grigi, bianchi, neri, bruni, rugginosi, azzurri), sono databili a partire dalla metà degli anni cinquanta. Prende così vita una pittura severa, priva di compiacimento, che sorprende il mercato, ma che oggi permette di affiancare il suo nome a quello dei grandi maestri dell’informale e dell’astrattismo degli anni ’50 e ’60 ideale punto di congiunzione tra la pittura italiana e l'esempio rigoroso di Nicolas De Staël. 
Da allora il motivo conduttore della sua produzione grafica, pittorica e tridimensionale sarà la "circolarità": cerchi, dischi, mandala, declinati attraverso incisioni, sovrapposizioni, collage (le ormai celebri "Carte Costruite"). Una ricerca che proseguirà, ininterrotta, sino agli ultimi mesi di vita.
Attento studioso e teorico dell'arte, Accatino motivò sempre le sue scelte su categorie estetiche, sperimentando le più diverse tecniche espressive (pittura, disegno, scultura, mosaico. Acquistato negli anni '70 il torchio di Ottone Rosai realizzò numerose opere grafiche, spesso prodotte come monotipi.
Fu inoltre tra i primi a diffondere la cultura della tessilità e dal 1966 si dedicò al rilancio dell'arazzo come linguaggio per soluzioni bi-tridimensionali (diaframma), promuovendo la fiber art, in tutta Italia, rappresentando la nazione alla prima Biennale de la Tapisserie di Losanna, arrivando a realizzare una "proposta agli architetti", vero e proprio manifesto dell'arte tessile ripreso da molte testate di architettura e design, elogiato da Bruno Munari.
In questo percorso come cartonnier formò e coinvolse decine di operatori, rivitalizzando le manifatture di Penne, Castelmassa, Monopoli, Milano, Sassari, promuovendo decine di corsi di aggiornamento, divenendo uno dei maggiori esponenti dell'arte tessile. Su questo tema scrisse anche una Proposta agli Architetti per l'inserimento dell'arte tessile nella nuova architettura contemporanea.
Sposatosi con la poetessa e scrittrice Ornella Angeloni, coautrice di molte sue pubblicazioni e scritti, ha avuto tre figli.
A partire dagli anni '50 ha sempre vissuto a Roma, aprendo prima lo studio presso Via Chiana, e infine a Via Agri, un punto di incontro di artisti e appassionati d'arte. Dopo la morte una serie di allagamenti hanno obbligato gli eredi a spostare lo studio, ricostruendolo, a San Basilio.

## Collocazione delle opere
Nel corso della sua intensa attività artistica ha ottenuto importanti riconoscimenti nazionali e internazionali, ha partecipato alla Quadriennale di Roma e alla Triennale di Milano.  Sue opere sono conservate presso musei e collezioni private: Galleria nazionale d'arte moderna e contemporanea di Roma, Collezioni Permanenti di Arte Moderna dei Musei Vaticani, Simon Wiesenthal Foundation di Los Angeles, Museo della Scultura Contemporanea di Matera MUSMA, MAGI '900 di Pieve di Cento (BO).
Nel 1980 il Presidente della Repubblica Oscar Luigi Scalfaro gli ha conferito la Medaglia d'Oro quale Benemeriti della cultura e dell'arte.

## Didattica delle arti visive
In parallelo all'attività artistica Enrico Accatino è stato tra i primi in Italia a modernizzare la didattica delle arti visive. Dal 1960 al 1964 registra con la Rai centinaia di trasmissioni televisive (ciclo Telescuola - Non è mai troppo tardi), organizza quindi incontri con formatori e docenti, partecipa alla redazione del nuovo programma della Scuola Media, realizzando in seguito testi di Educazione artistico-visiva e Storia dell'Arte che sarebbero divenuti fondamentali per il rinnovamento della disciplina (Forma Colore Segno, Percezione Creatività Lettura dell'Opera, Edart). Opere che costituiranno, di fatto, la base della riforma scolastica del 1966. A partire dagli anni '60, superando i tradizionali confini dell'handicap proporrà i linguaggi dell'arte come esperienza nelle disabilità mentali, soprattutto tra i bambini e in età scolare, realizzando alcuni progetti pilota e mostre didattiche, iniziando una collaborazione con il pedagogista Carlo Piantoni.

### Documentari
- Accatino un maestro dell'arazzo (15') di Giovanni Esposito (Premio Qualità Ministero dello Spettacolo), 1976.
- L'arte di Enrico Accatino (25') di Duilio Miloro, 1992.